# Josef Klostermann
Josef Klostermann [klostrman] (16. ledna 1819, Ranklov u Zlaté Studny – 19. ledna 1888, Jáchymov u Stach), byl znám jako „poslední žijící šumavský obr“ spíše pod přezdívkami Rankelský Sepp nebo Rankl Sepp. Jednalo se o legendární postavu Šumavy – dobrosrdečného siláka, jehož ve svém románu V ráji šumavském zachytil spisovatel Karel Klostermann.

## Životopis

### Ranklov
Přezdívku „Rankl“ dostal Josef Klostermann podle chalupy, kde bydlel a až do roku 1882 hospodařil. (Oslovení „Sepp“ znamenalo v tehdejší německé lidové mluvě „Pepa“ nebo „Jouza“, takže Rankl Sepp je „Pepa z Ranklovýho“ respektive „Pepa od Ranklů“.) Chalupa stávala na „Ranklovské rovině“ – velké mýtině nacházející se uprostřed kašperskohorských lesů v nadmořské výšce 1130 metrů. Osada Ranklov u Zlaté Studny se nacházela přibližně uprostřed oblasti ohraničené na severu dnes již zaniklou šumavskou obcí Zhůří (německy Haidl), na jihu Horskou Kvildou a na východě Churáňovským vrchem.

### Rodiče
Josef Klostermann byl prvorozeným synem králováckého svobodného sedláka Matyáše (Mathiase) Klostermanna (* 1785 v Popelné) a jeho ženy Františky (rozené Hoffmannové) (* 1790) – dcery sklářského dělníka Josefa Hoffmanna ze Zlaté Studny (Goldbrunn). Celkem pocházel Josef Klostermann z devíti dětí. Po smrti svého otce Mathiase Klostermanna převzal jako nejstarší (a fyzicky nejsilnější) potomek hospodaření na Ranklově.

### Rankl Sepp
Josef Klostermann dosáhl v dospělosti tělesné výšky 213 centimetrů. Byl poměrně štíhlé postavy, ale byl obdařen mimořádnou tělesnou silou. A právě ta dala vznik mnoha „siláckým“ legendám. Povahou byl Josef Klostermann mírný, prostý, spořivý, střídmý a pracovitý člověk. Je popisován jako bodrý horal se smyslem pro humor, (dobro)srdečný člověk s ochotou komukoliv pomoci. Josef Klostermann byl levák. S jeho postavou „obra“ kontrastoval vysoko položený (až dětsky znějící) hlas. Na jeho vysoké postavě byly nápadné především neobyčejně dlouhé nohy.
Oblékal se stále stejně:
- Režná košile,[6]
- až ke krku upnutá vesta,
- dlouhé kalhoty z teplé a pevné podomácku vyrobené látky – lodenu,[p 7][4]
- krátký černý kabát[6] z téže látky jako kalhoty,[4]
- vlněné punčochy sahající až po kolena,
- kožené boty (holinky) sahající těsně pod kolena,[4]
- kulatý široký plstěný (filcový) klobouk a[4]
- mohutná 1,5 metru dlouhá sukovice.

Po práci si Josef Klostermann rád zašel na dvě piva do Polaufovy hospody na Horské Kvildě.

### Výsady Ranklova
Předchozí hospodáři na Ranklově získali při počátečním osidlování Šumavy naturální práva, pevně spojená s usedlostí Ranklov. Mezi tyto historicky získané výsady patřila například možnost odběru dřeva z okolních lesů či povolení pastvy až 25 kusů hovězího dobytka na pozemcích kolem usedlosti, které patřily původně kašperskohorským pánům (a později městu Kašperské Hory).

### Zdroje obživy
Josef Klostermann se živil jako dřevař. Krom toho na okolních loukách choval dobytek. Přivydělával si jako povozník (forman). Svým volským potahem přivážel dřevo a křemen do okolních skláren. (např. do sklárny ve Zlaté Studni) nebo svážel klády (např. do Rejnštejna k plavení po řece Otavě). Také vozil dřevo ke zpracování na pily.

### Rodina
V roce 1864, ve věku 45 let, se Josef Klostermann oženil. Vzal si o 25 let mladší Cecílii (Cäcili) rozenou Krickelovou (1844–1928) ze Zhůří. Z manželství se postupně narodilo devět dětí: pět chlapců a čtyři dívky, z nichž ale dvě zemřely v mladém věku.

### Odchod z Ranklova
Kašperskohorští majitelé lesů Ranklovské roviny usilovali dlouho o odkup usedlosti Ranklov především pro fakt, že usedlost byla obdařena naturálními právy. K prodeji svolil Josef Klostermann v roce 1882 (ve věku 63 let) nejen s ohledem na svůj věk, ale i s přihlédnutím k tomu, že v nedaleké Zlaté Studni končila sklářská produkce. Jeho majetek na Ranklově získala městská rada Kašperských Hor za 6800 zlatých.
Původní chalupa na Ranklově byla po roce 1945 opuštěna a v roce 1953 zbourána Karlem Lukschem. Nyní (2016) je na jejím místě možno nalézt jen zarůstající základy a severně od nich vestavěný dřevěný přístřešek.

### Jáchymov u Stach

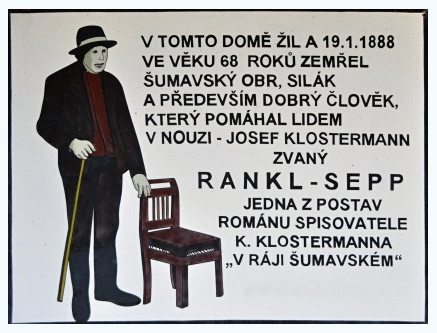
Informační deska u vstupu do penzionu Rankl-Sepp, Jáchymov č.p. 132, Stachy

S rodinou se Josef Klostermann přestěhoval v roce 1882 do bývalé Hercíkovy chalupy, kterou koupil ve vsi Jáchymov u Stach. Dnes je Jáchymov součástí obce Michalov. Chalupa je situována ve svahu v nadmořské výšce 870 metrů. Zde si Josef Klostermann udržoval malé hospodářství a přivydělával si výrobou dřeváků a střešních šindelů.
Chalupa (na adrese Jáchymov č.p. 132, Stachy) slouží dnes (2025) jako penzion a nese název Penzion Rankl-Sepp. Josefa Klostermanna alias Rankla Seppa připomíná informační deska na levé straně domovních dveří. Na desce je nápis:
V tomto domě žil a 19.1.1888
ve věku 68 roků zemřel
šumavský obr, silák
a především dobrý člověk,
který pomáhal lidem
v nouzi – Josef Klostermann
zvaný
RANKL – SEPP
jedna z postav
románu spisovatele
K. Klostermanna
"V ráji šumavském"
text na informační desce, Jáchymov č. p. 132, Stachy

### Vztah k církvi
Znalost češtiny Josefa Klostermanna byla bídná. To byl důvod, proč docházel na kázání a bohoslužby v německém jazyce až do kostela sv. Martina v Nicově. Tam také posílal (k faráři Jungbauerovi) svoje děti na školní výuku.
Kostelu v Nicově každoročně věnoval Josef Klostermann:
- Martinskou husu,
- na Vánoce domácí vánočku s rozinkami,
- velikonoční jehně a
- na svatého Prokopa telátko.

### Závěr života
Josef Klostermann v životě vážněji nezastonal a dožil se věku téměř 69 let. Dne 19. ledna 1888 tři hodiny po půlnoci zemřel na „plicní slabost“. Jeho pohřeb (plánovaný na 21. ledna 1888) ale proběhl zřejmě jinak než do zmrzlé země. Byl uložen na umrlčí prkno a za chalupou ve sněhu a mrazu čekal do jara k uložení do již rozmrzlé půdy. Jeho žena Cecílie jej přežila o 40 let. Zemřela ve věku 74 let.
Nabídku Vídeňského muzea na odkup mohutné kostry Josefa Klostermanna (za poměrně vysokou sumu peněz) pozůstalí odmítli. Josef Klostermann alias Rankl Sepp i jeho žena Cecílie jsou pohřbeni ve společném hrobě na hřbitově ve Staších. Dnes je náhrobek přemístěn na čestnější místo – naproti vchodu do kostela. Na náhrobku je nápis:
Zde odpočívá
JOSEF KLOSTERMANN
* 1819 – † 1888
zvaný RANKL SEPP
známý šumavský silák
jedna z postav spisovatele
K. KLOSTERMANNA
„V ráji šumavském“
Na věčnou paměť – STACHÁCI
text na náhrobku, Stachy – hřbitov

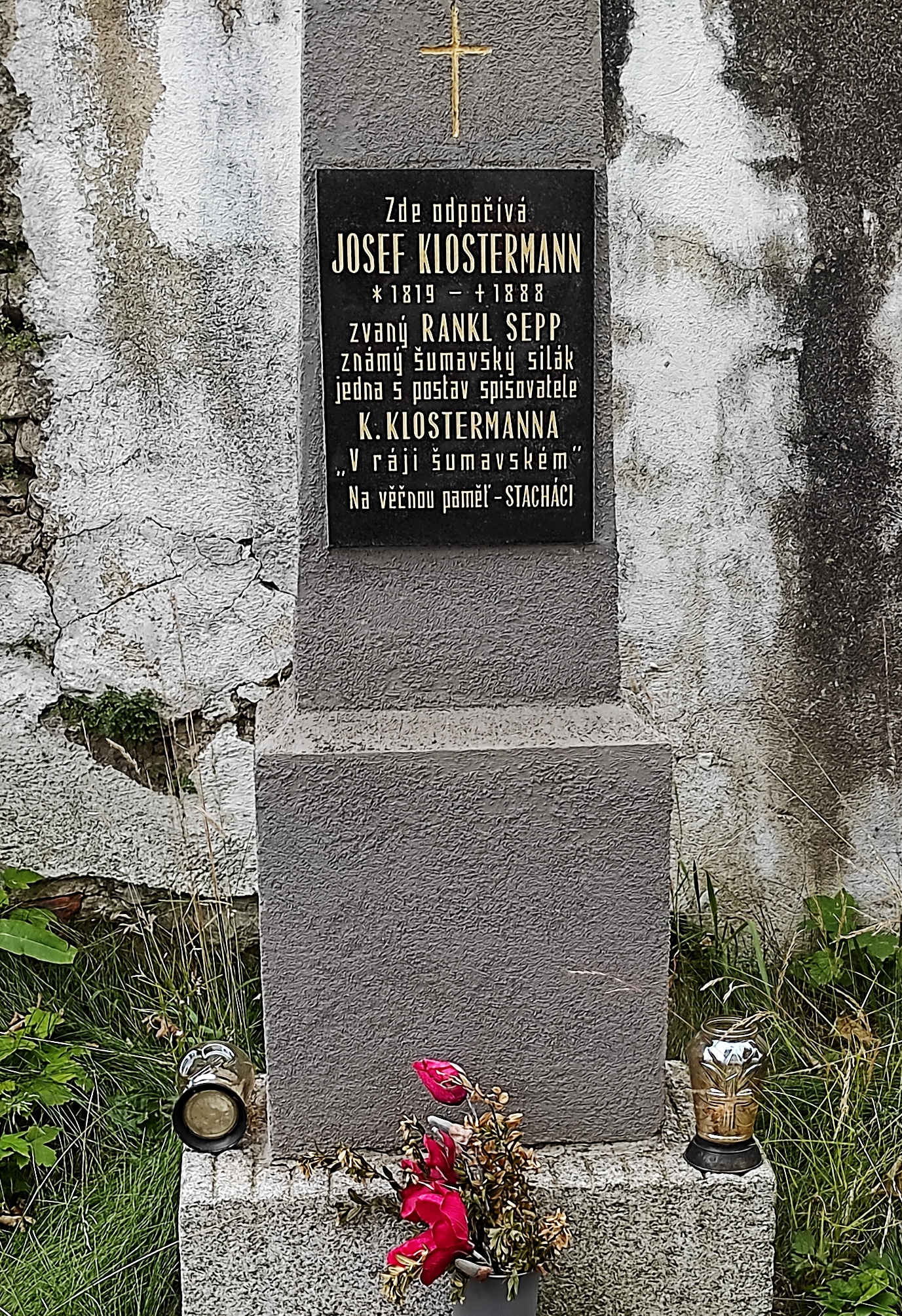
Náhrobek Josefa Klostermanna alias Seppa Rankla ve Staších
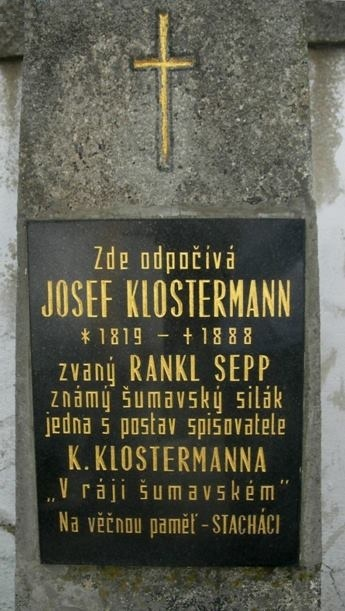
Detail náhrobku Josefa Klostermanna alias Seppa Rankla ve Staších

## V literatuře
Postava Rankla Seppa vystupuje v románu V ráji šumavském od českého spisovatele německé národnosti Karla Klostermanna.

V roce 2023 vydalo nakladatelství Antýgl ve spolupráci s Muzeem Šumavy v Kašperských Horách a Městským muzeem ve Volyni pátý díl publikace Vzpomínky na Šumavu, jehož autorem je básník a spisovatel Ondřej Fibich. Beletrizovaná biografie nese název Vzpomínky na Šumavu V: pověstný obr Rankl-Sepp aneb Život Josefa Klostermanna.

Kniha Ondřeje Fibicha o životě Josefa Klostermanna alias Rankla-Seppa

## Galerie

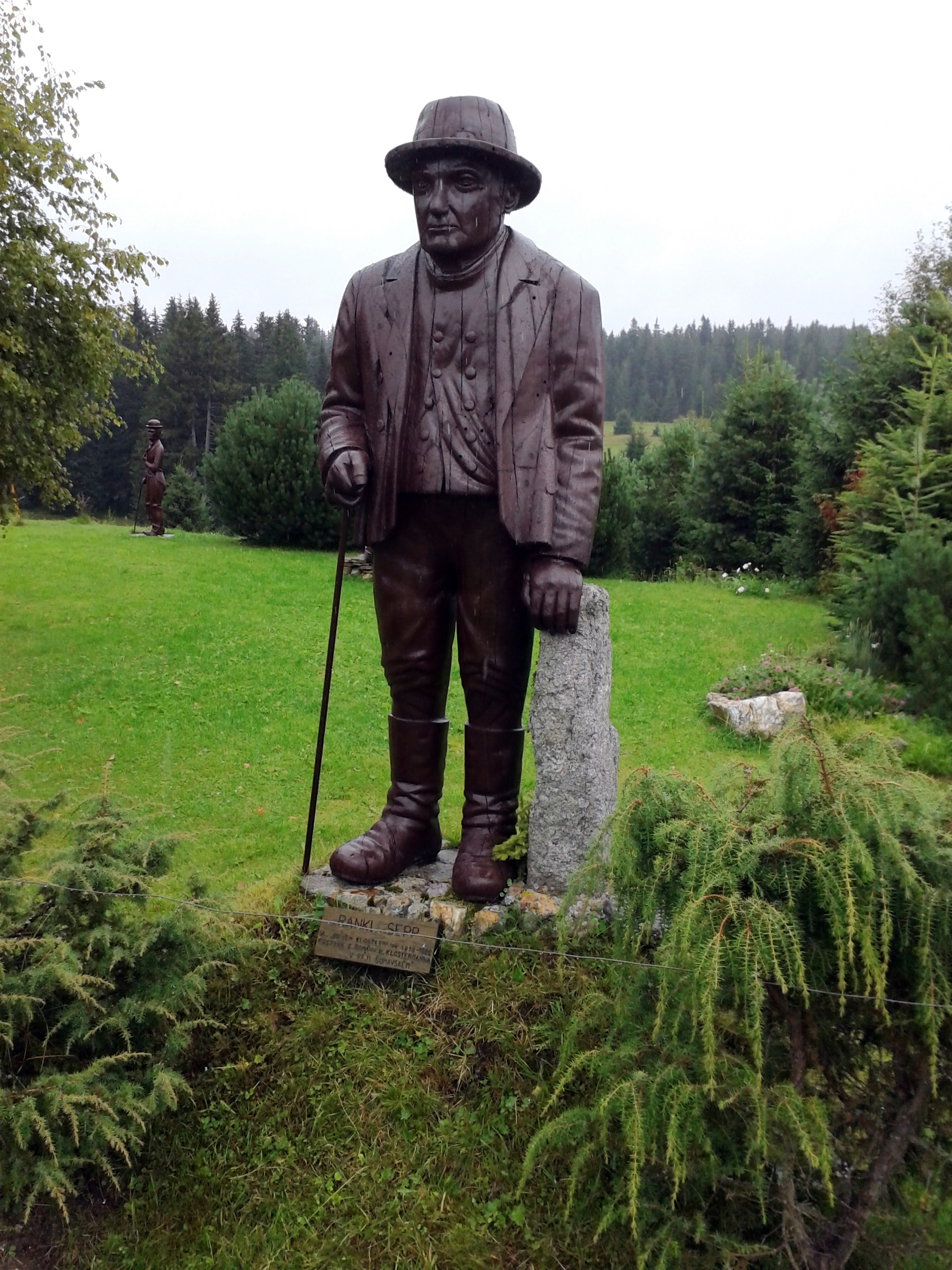
Dřevěná socha Rankla Seppa na zahradě řezbáře Ladislava Pavla v Horské Kvildě[2] (2016)
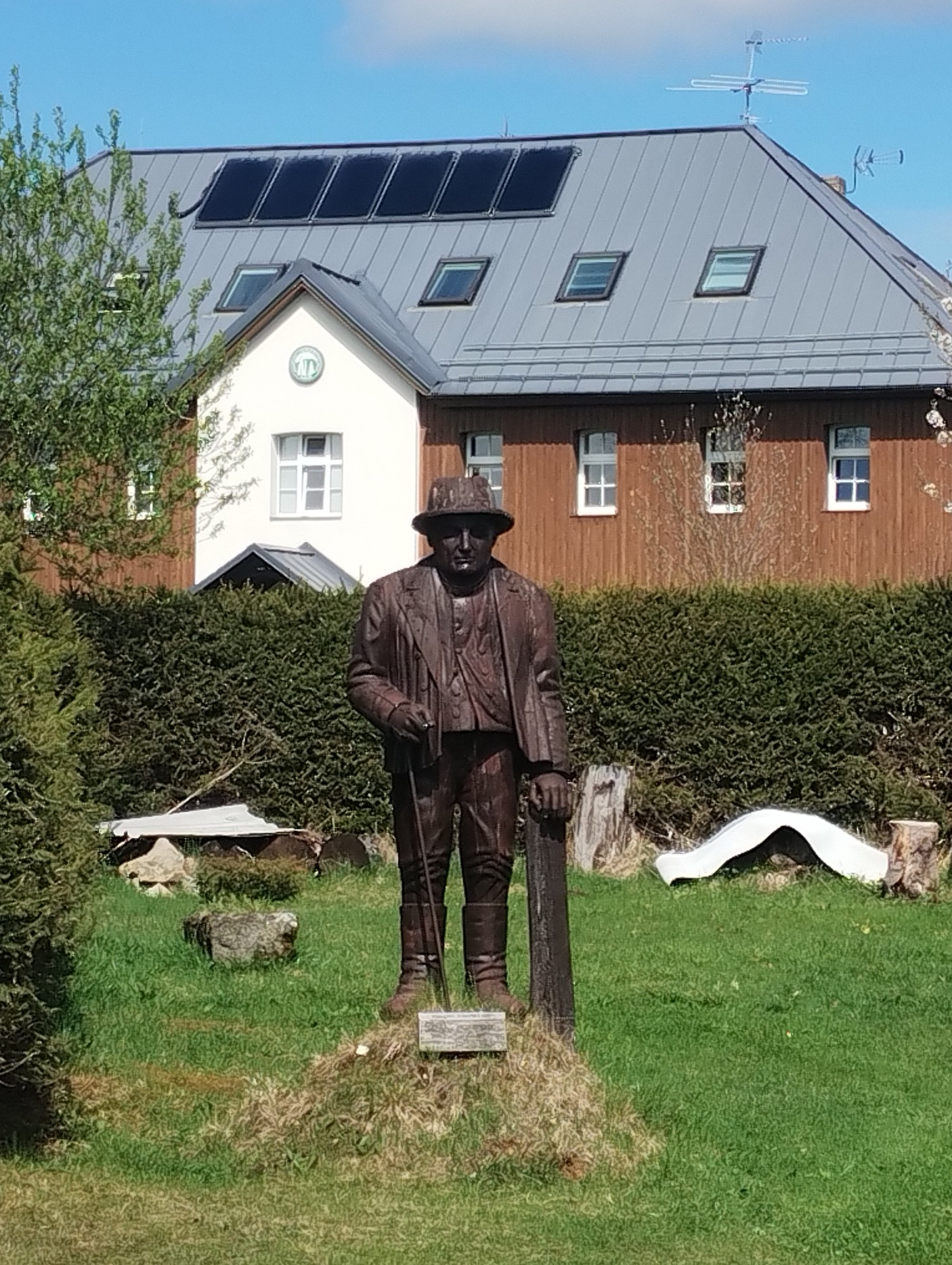
Přemístěná dřevěná socha Rankla Seppa na zahradě řezbáře Ladislava Pavla (2025)
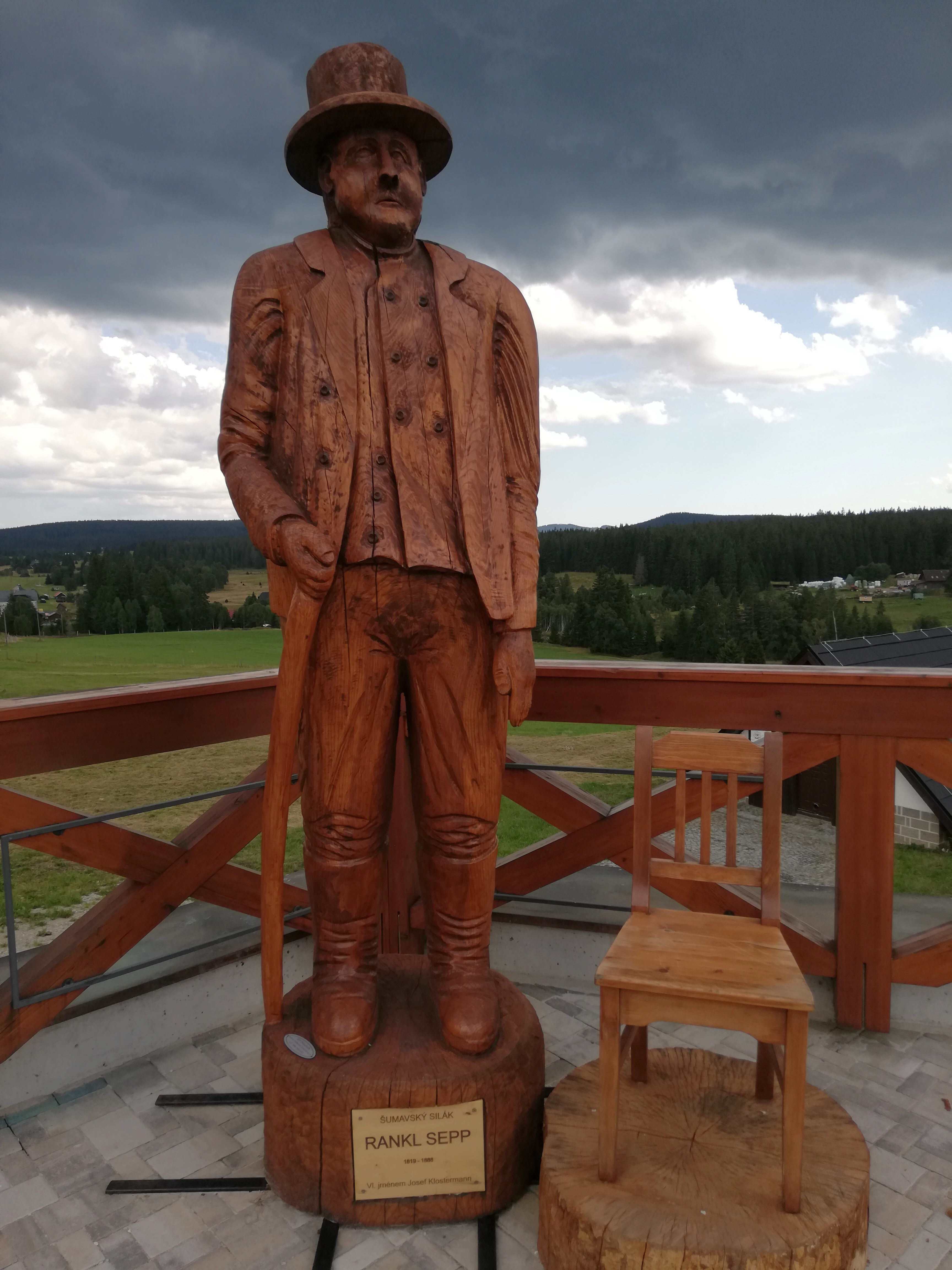
Dřevěná socha Rankla Seppa na terase hotelu Rankl (2023)
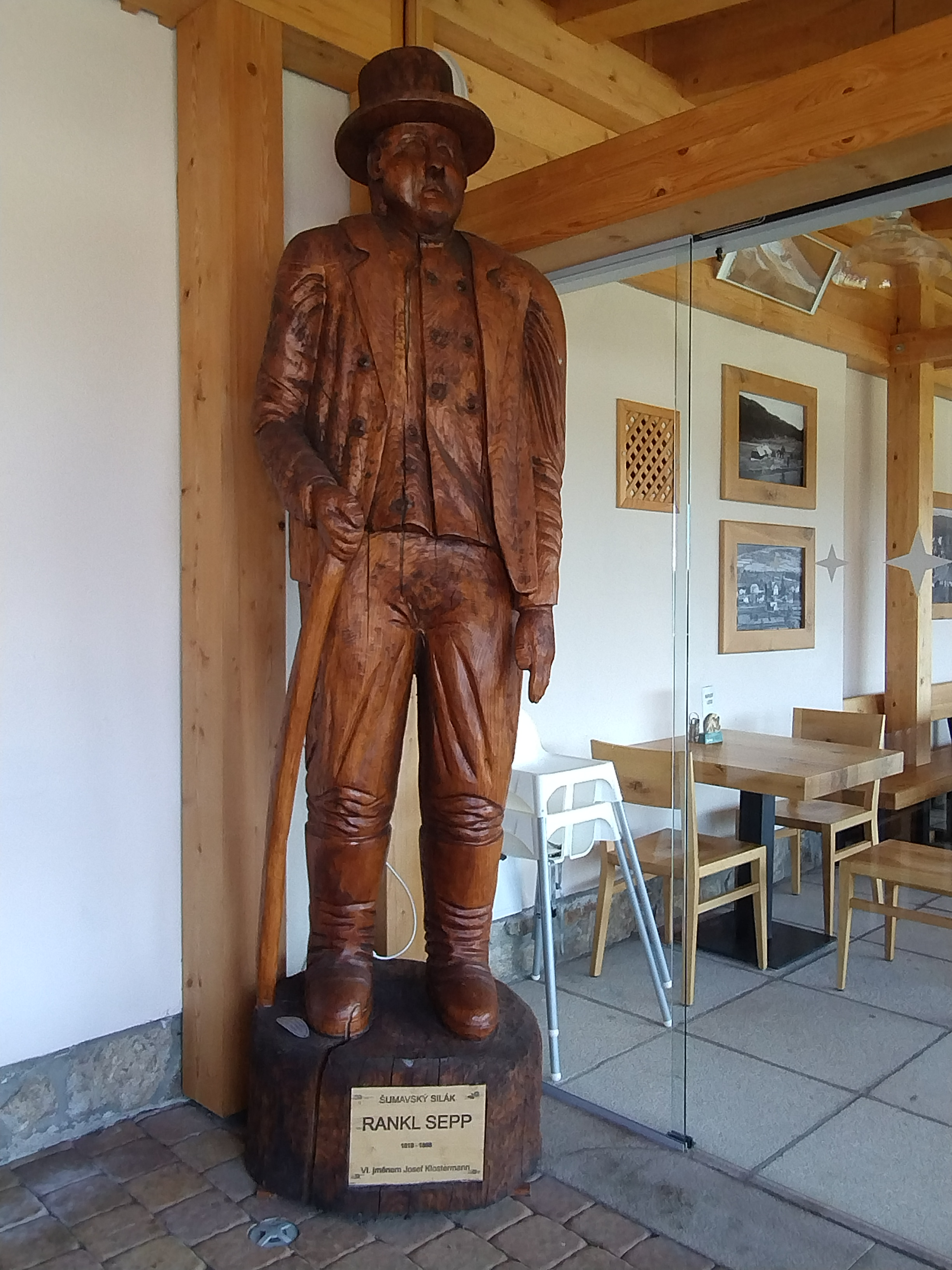
Dřevěná socha Rankla Seppa přemístěná z terasy do vnitřních prostor hotelu Rankl (2025)
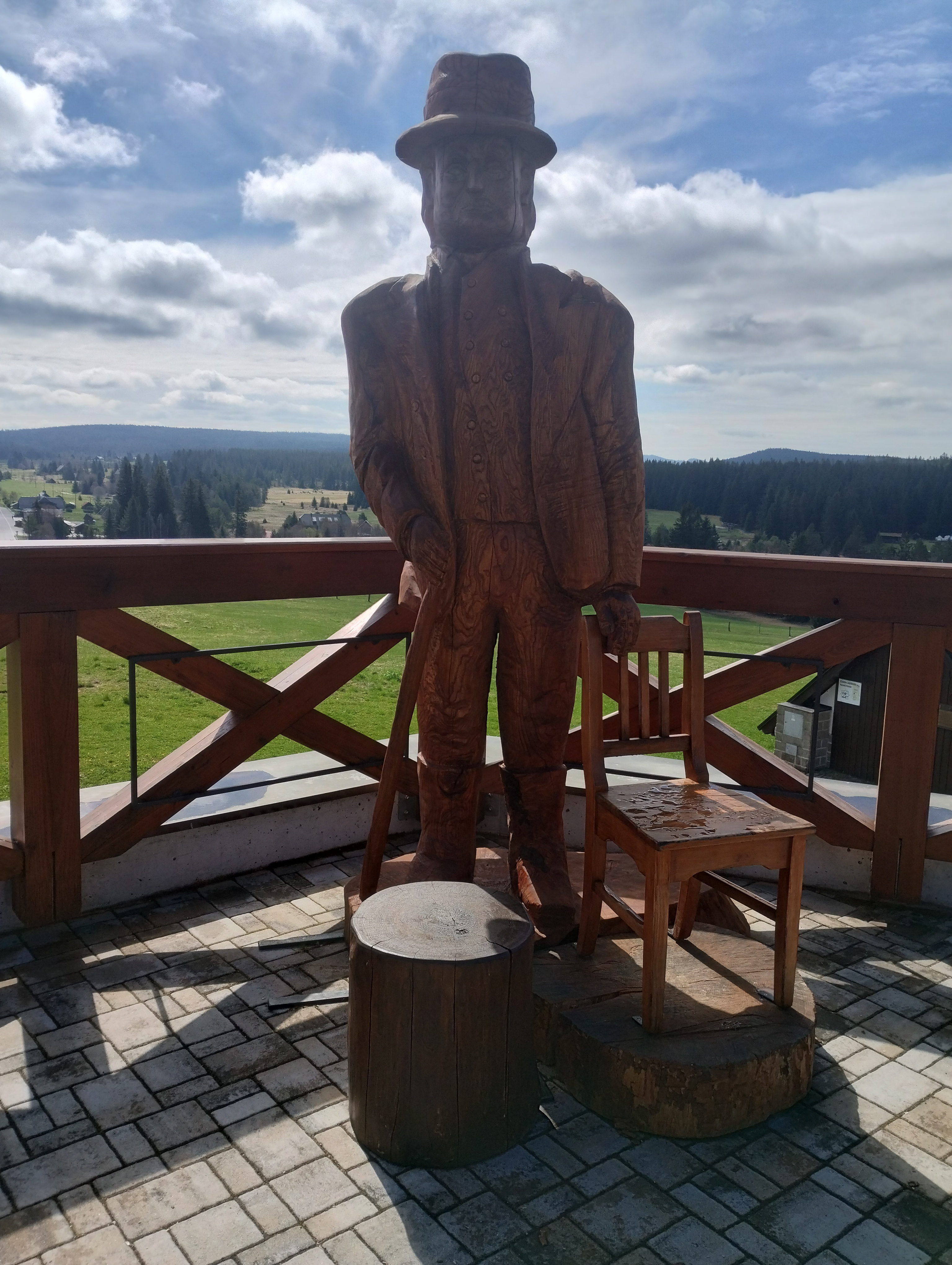
Dřevěná socha Rankla Seppa vyrobená na jaře 2025 a umístěná na terase hotelu Rankl